# 聂其杰
聂其杰（1880年10月—1953年12月12日），字云台，法名慧杰，中国企业家。

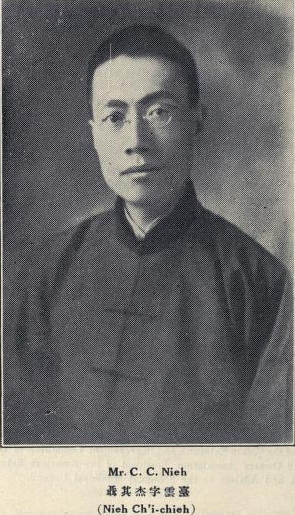
聂其杰（《中国名人录》第三版, 1925年)

聂其杰祖籍湖南省衡山县，1880年10月出生于湖南省长沙，父亲聂缉椝（历任上海道台、安徽巡抚、浙江巡抚）。母亲曾纪芬，是曾国藩之女。聂其杰排行老三。1883年移居上海。1893年回湖南考取秀才。曾赴美留学，留学期间加入基督教兄弟会。
1904年在上海组建复泰公司，承包华盛纺织总局。1909年收购华盛全部股份，改名恒丰纺织新局，亲任总经理。1915年赴美考察，约请美国棉业专家来华调查，协助改良中国的棉花种植。1917年与黄炎培发起成立中华职业教育社。1919年，赞助湖南籍青年蔡和森、李维汉等人留法勤工俭学。
1920年当选上海总商会会长。1921年发起创办中国铁工厂，制造纺织机械。1922年在吴淞建成大中华纱厂。1922年5月以上海总商会会长名义组织“国是会议”，发表《国是会议宪法草案》，提出“中华民国是联省共和国”的主张。
1926年出任上海公共租界工部局华董。同年因大中华纱厂严重亏损，称病隐退，闭门思过。几度想出家，因母亲年迈而放弃，在家修行，成为佛教居士。1942年到1943年，撰写佛教小册《保富法》，劝人散财布施，在《申报》上连载。1943年因骨结核病截去半腿。1953年12月12日在上海病逝，年73岁。
著有《勤俭救国说》、《聂氏家庭集益会记录》的小册子，翻译有《无线电学》、《托尔斯泰传》等书。

## 家庭
- 祖父：聶泰，本名聶爾康，號亦峰，咸豐三年（1853年）癸丑科進士，三甲第六名。
- 祖母：張氏。
- 父：聶缉槼（1855年-1911年），字仲芳，曾任上海道臺、浙江巡撫。
- 母：曾紀芬（1852年－1942年），號崇德老人，曾國藩之女。
- 妻：萧氏（1881年-1917年），是江西太和鹽商、廣東候补道的女兒。
  - 子：聂光堃（1901年-1984年），字含章。
- 長兄：聶其賓（1876年-1892年），早逝。
- 次兄：聶其昌（1879年-1954年），字隽威。嫂左元宜，左宗棠長孫女。
- 四弟：聂其緯（1883年-1968年），字管臣，日本政法大學留學，曾任中國銀行副总裁，中孚銀行恊理。弟媳劉氏，是廣東陸路提督、太子太保劉松山的孫女、山西布政使劉鼒的女兒（1881年-？年）。
- 大妹：聶其德（1885年－1971年），妹夫張其鍠（1877年-1927年）。
  - 外甥女：張心漪（1915年－），外甥女婿費驊。
  - 外甥：張心洽（1920年－1972年），曾任中華開發信託公司總經理。
    - 侄孫：張孝威（1951年－），現任台灣大哥大總經理。
- 五弟：聶其焜（1888年-1980年），字潞生，曾任恒豐紗廠董事長、總經理。弟媳黄蕴仁（1886年-1940年），是四川鹽榮道黄承暄的女兒。
- 六弟：聶其賢（1890年-1913年），字閣臣，弟媳陳守棣，是浙江杭嘉湖道陳乃翰的女兒。
- 二妹：聶其純（1891年－？年），妹夫卓宣謀，福建闽侯人卓孝復之子。
  - 外甥：卓牟來（1912年－1998年？），清華大學畢業，留學美國賓夕法尼亞大學。在紐約經商。美國清華同學會創始人。
  - 外甥：卓還來（1912年－1945年），留學法國巴黎政治學院、英國伦敦大學。1936年回國，在外交部任職，1937年出任駐越南西貢副領事，1940年昇任英属北婆羅洲山打根領事，1942年被日軍攻陷後遭受囚禁，最终在根地咬被日軍殺害。1946年底遗骸被擭送回國安葬。
  - 外甥媳：趙世平（1914年－2010年），1936年北京大學畢業，曾在貝满女中任教。1948年任職纽约聯合國秘書處，1976年退休。
  - 外甥女：卓湘來，定居美國。
  - 外甥：卓貺來（1916年-），现居台湾。
  - 外甥：卓源來
  - 外甥：卓慶來
- 三妹：聶其璞（1893年－？年），妹夫瞿宣颖，字兑之，瞿鸿禨幼子。
- 七弟：聶其煐（1897年-1972年），字慎馀，弟媳李敬萱（1897年-1992年），是李瀚章的九女兒。
- 四妹（庶出章淑人）：聶其璧（1901年－1990年），妹夫周仁（1892年-1973年），字子兢，科學家，盛宣懷外甥，蔡元培内弟。
- 八弟：聶其焌（1906年-？年），字少萱，弟媳顏寳航（？年-1999年），是杭州藩司顏筱夏的孫女、咸豐二年（1852年）壬子恩科進士梅啓照（1826年-1894年 ，字筱岩）的外孫女。

## 延伸阅读
[在维基数据编辑]
 《海上名人傳·聶雲台》，出自《海上名人傳》
 在维基共享资源阅览影像